# Starkville (Mississippi)
Starkville é uma cidade localizada no estado americano de Mississippi, no Condado de Oktibbeha. O campus da Universidade do Estado do Mississippi fica em Starkville. A universidade domina a economia da cidade.

## Demografia
Segundo o censo americano de 2000, a sua população era de 21.869 habitantes.
Em 2006, foi estimada uma população de 22.638, um aumento de 769 (3.5%).

## Geografia
De acordo com o United States Census Bureau tem uma área de
66,9 km², dos quais 66,5 km² cobertos por terra e 0,4 km² cobertos por água. Starkville localiza-se a aproximadamente 103 m acima do nível do mar.

## Localidades na vizinhança
O diagrama seguinte representa as localidades num raio de 28 km ao redor de Starkville.